# C-41 공정
C-41 공정 또는 C-41 현상은 1972년 코닥이 도입한 발색 컬러 프린트 필름 현상 공정으로 C-22 공정을 대체한다. 후지의 CN-16, 코니카의 CNK-4, AGFA의 AP-70으로도 알려진 C-41은 사용 중인 가장 인기 있는 필름 공정으로, 모든 포토피니싱 작업실은 아니더라도 대부분의 포토피니싱 작업실에서 이 공정에 하나 이상의 기계를 사용하고 있다.
모든 컬러 필름과 마찬가지로 가공된 C-41 네거티브는 염료로 형성된 이미지로 구성된다. 염료의 장기적인 불안정성으로 인해 C-41 네거티브는 시간이 지남에 따라 퇴색되거나 색상이 변할 수 있다. 이것은 초기 필름의 심각한 문제였다. 최신 영화가 보관인지 여부는 논쟁의 대상이다.

## 공정 세부 사항
| 과정 | 단계    | 시간             | 온도(°C)         | 과정 그림 | 설명                                                                                                |
| ---- | ------- | ---------------- | ---------------- | --------- | --------------------------------------------------------------------------------------------------- |
| 1    | 노출 전 | 공정 과정이 아님 | 공정 과정이 아님 |           | 컬러 네거티브 필름은 노출되지 않은 3가지 다른 레이어를 가지고 있다.                                 |
| 2    | 노출    | 공정 과정이 아님 | 공정 과정이 아님 |           | 필름을 노출시키게 되면, 빛이 특정 빛에 반응하는 레이어를 통과하면서 할로겐화 은 입자를 만들게 된다. |
| 3    | 발색    | 3:15             | 37.8±0.15        |           | 할로겐화 은 입자를 발색시키며, 이와 동시에 염료 커플러를 형성한다.                                  |
| 4    | 표백    | 6:30             | 24~41            |           | 은이 모든 레이어에서 씻겨져 내려가고, 염료들만 남는다.                                              |
| 5    | 세척    | 3:15             | 37.8±3.0         |           | 은이 모든 레이어에서 씻겨져 내려가고, 염료들만 남는다.                                              |
| 6    | 정착    | 6:30             | 24~41            |           | 은이 모든 레이어에서 씻겨져 내려가고, 염료들만 남는다.                                              |
| 7    | 세척    | 3:15             | 37.8±3.0         |           | 은이 모든 레이어에서 씻겨져 내려가고, 염료들만 남는다.                                              |
| 8    | 정착    | 1:30             | 24~41            |           | 은이 모든 레이어에서 씻겨져 내려가고, 염료들만 남는다.                                              |
| 9    | 건조    | 10~20            | 24~41            | 위와 동일 | 안정제에는 얼룩이 없게 건조하기 위해 습윤제가 포함되어 있다                                         |

C-41 공정은 모든 C-41 필름에서 동일하지만ㅡ 제조업체마다 공정에 들어가는 화학 물질이 약간씩 다르다. C-41 공정은 기존에 사용되던 방식이었던 C-22를 대체하였는데, C-22와 비교할때, C-22보다 온도가 높으며 시간이 단축되었다. 그러나, 온도에 매우 민감한 특징을 가지고 있다.:112–113 이런 온도 변화에 따라, 색상을 바꾸거나 혹은 노출도를 낮게 잡거나 혹은 높게 잡을수 있다.
또한 교차 공정으로 슬라이드 필름 인화 공정인 E-6 공정을 C-41 공정으로 인화할수 있다. 이런 교차 공정은 다른 색상 변화를 생성하여 밝고 채도가 높은 색상과 높은 대비를 생성한다.

## 참고 문헌
1. 1 2  Watkins, Derek (1978). 《The FOCALGUIDE to Colour Film Processing》. London: The Focal Press. ISBN 0-240-50994-3.